# Pamela Cook (mathématicienne)
Cet article concerne la mathématicienne américaine. Pour la claveciniste britannique, voir Pamela Cook.
Pour les articles homonymes, voir Cook.
Pamela Cook (née Leslie Pamela Cook-Ioannidis) est une mathématicienne américaine, professeure de sciences mathématiques et professeure de génie chimique à l'université du Delaware. Ses recherches portent principalement sur la mécanique des fluides.
De 2015 à 2016, elle fut présidente de la Society for Industrial and Applied Mathematics (SIAM).

## Formation et carrière
Cook obtient son baccalauréat universitaire à l'université de Rochester en 1967, ainsi que son master et son doctorat à l'université Cornell respectivement en 1969 et 1971. Sa thèse, The Asymptotic Behavior as {\displaystyle \epsilon \to 0^{+}} of the Solution to {\displaystyle \epsilon \nabla ^{2}w=\partial w/\partial y} on a Rectangle, est supervisée par Geoffrey Stuart Stephen Ludford.
Après avoir occupé des postes de chercheurs invités pour Cornell et pour le California Institute of Technology, elle rejoint la faculté de l'université de Californie en 1973. Elle déménage dans le Delaware en 1983. Au sein de l'université du Delaware, elle dirige le département des sciences mathématiques durant neuf ans avant de devenir doyen associé de la faculté d'ingénierie. Plus tard, elle dirigera la commission pour le statut des femmes au sein de l'université.

## Contributions et décorations
Avec Julian Cole, elle est l'auteur d'un ouvrage intitulé Transonic Aerodynamics (North-Holland, 1986).
Elle se voit remettre le titre de fellow de l'Association américaine pour l'avancement des sciences et du SIAM.